# Viktor Cassel
Viktor Cassel, född 17 februari 1812 i Stockholm, död 9 april 1873 i Ramundeboda församling, Örebro län, var en svensk bruksägare och politiker.

## Biografi
Viktor Cassel föddes 1812 i Stockholm. Han var son till brukspatronen Carl Cassel och Vivica Strokirk. Cassel blev 1828 student vid Uppsala universitet och avlade 1839 medicine licentiat. Han var riksdagsledamot för borgarståndet i Bergsbrukens fjärde valdistrikt vid riksdagen 1840–1841 och blev 1844 medicine doktor. Cassel var riksdagsledamot för borgarståndet i Bergsbrukens fjärde valdistrikt vid riksdagen 1850–1851 och riksdagen 1853–1854. Han var liberal och bruksägare i Laxå. Geijer avled 1873 i Ramundeboda socken.

### Familj
Cassel gifte sig första gången 1845 med Hedvig Sofia Aigista Charlotta Burenstam och andra gången 1851 med Augusta Charlotta Strokirk.